# Lichinga
Lichinga   este un oraș  în  Mozambic. Este reședința  provinciei  Niassa.